# Traité de Senlis (1475)
Pour les articles homonymes, voir Traité de Senlis.
Soleuvres (1475) Arras (1482)
Le traité de Senlis, appelé également Paix de Senlis, est un traité de paix conclu par François II de Bretagne avec le roi de France Louis XI le 29 septembre 1475 et ratifié le 9 octobre 1475 à l'abbaye royale Notre-Dame-de-la-Victoire près de Senlis.

## Contexte politique
François II tente de maintenir l'indépendance du duché de Bretagne et affiche les attributs de la souveraineté. Il cherche à partir de 1463 à constituer avec la Bourgogne, l'Angleterre et de grands princes français des alliances qui se révèlent aussi fragiles que la ligue du Bien public (en 1465), à laquelle il n'apporte qu'une adhésion tardive et insuffisante. Il obtient cependant par le traité de Saint-Maur la renonciation de Louis XI au droit de régale sur les évêchés bretons.
En 1468, malgré une trêve avec Louis XI, François II entre en campagne militaire avec Charles de Guyenne, frère cadet de Louis XI rebelle à l'autorité du roi, pour la conquête de la Normandie et du Poitou. Leurs succès initiaux tournent mal et par le traité d'Ancenis avec le roi Louis XI, toutes leurs actions sont annulées ; le duc d'Alençon meurt en 1476 et Charles le Téméraire en 1477 (entraînant la fin de la Bourgogne). Les Anglais occupés par la guerre des Deux-Roses ne peuvent intervenir comme précédemment, tandis que l'Anjou, le Maine et la Provence sont intégrés au domaine royal à la mort du « Bon roi René » et de ses éphémères successeurs. Ces disparitions inversent les rapports de force et permettent au roi de prendre l'initiative.

## Le traité de paix
Malgré le traité d'Ancenis de 1468, François II s'est de nouveau soulevé en 1472, mais la mort d'un de ses alliés, le prive d'appuis importants : Charles de Guyenne, réconcilié avec son frère aîné, meurt en 1472 quant au duc d'Alençon il finira par faire allégeance au roi de France en 1476. Dans la lutte qui oppose Louis XI et Charles le Téméraire, duc de Bourgogne, François II de Bretagne s'est allié avec le roi Édouard IV d'Angleterre aux côtés du Téméraire. Louis XI négocie le rembarquement des Anglais au traité de Picquigny en août 1475, puis la trêve de Soleuvres en septembre marque la fin des hostilités contre le Téméraire. Seul contre les armées du roi qui envahissent le duché de Bretagne, François II signe la paix de Senlis.
Au traité de Senlis conclu le 29 septembre 1475 et signé le 9 octobre 1475,, ses tentatives d'indépendance sont bridées (le 16 octobre 1475, Louis XI le nomme lieutenant général du royaume de France) : François II s'engage à soutenir le roi de France dans ses guerres, ne pourra lui faire la guerre, et sa politique étrangère s'alignera sur celle du roi. François II met un terme à toute alliance anglo-bretonne. Ce traité est confirmé par ceux d'Arras (1482) et de Bourges (1485).